# Have You Ever Seen the Rain?
A Have You Ever Seen the Rain a Creedence Clearwater Revival együttes 1970-es dala a Pendulum című albumukról. A dal nagy siker volt Amerikában, olyannyira, hogy a Billboard Hot 100 listán a nyolcadik helyig jutott.

## Bonnie Tyler-feldolgozás (1983)
1983-ban a dal feldolgozása Bonnie Tyler, Faster than the Speed of Night című lemezén jelent meg. A dal Európában akkora siker volt, mint az eredeti verzió az Egyesült Államokban annak idején. Köszönhető ez talán annak, hogy a producere Jim Steinman volt így a Wágnerikus rock elemeinek köszönhetően új stílust kapott a dal és sokak tetszését elnyerte. Amikor Bonnie és Steinman elkezdtek közösen dolgozni, a zeneszerző megkérte Tylert, hogy énekeljen egy tetszőleges dalt. Tyler elkezdte énekelni és Jim Steinman ekkor szeretett bele a hangjába s ennek köszönhető, hogy a dal felkerült a nagylemezre és kislemez valamint videóklip is készült belőle.
12" kislemez
| #   | Dalcím                      | Zeneszerző               | Producer     | Hossz |
| --- | --------------------------- | ------------------------ | ------------ | ----- |
| A/1 | Have You Ever Seen the Rain | John Fogerty             | Jim Steinman | 4:05  |
| B/1 | Total Eclipse of the Heart  | Jim Steinman             | Jim Steinman | 3:35  |
| B/2 | Time                        | P. Hopkins; Bonnie Tyler | P. Oxendale  | 3:40  |

7" kislemez
| #   | Dalcím                      | Zeneszerző               | Producer     | Hossz |
| --- | --------------------------- | ------------------------ | ------------ | ----- |
| A/1 | Have You Ever Seen the Rain | John Fogerty             | Jim Steinman | 4:05  |
| B/1 | Time                        | P. Hopkins; Bonnie Tyler | P. Oxendale  | 3:40  |

7" single (Brazília, USA)
| #   | Dalcím                      | Zeneszerző           | Producer     | Hossz |
| --- | --------------------------- | -------------------- | ------------ | ----- |
| A/1 | Have You Ever Seen the Rain | John Fogerty         | Jim Steinman | 4:05  |
| B/1 | It's A Jungle Out There     | Pilger/Polen/Moloney | Jim Steinman | 4:33  |

Toplista
| 1983               | Legjobb helyezés |
| ------------------ | ---------------- |
| Spanyolország      | 8                |
| Írország           | 13               |
| Franciaország      | 40               |
| Egyesült Királyság | 47               |
| Németország        | 63               |

## További feldolgozások
- Boney M.
- Dancing Mood with Vicentico
- Dr. Sin
- Emmerson Nogueira
- Gabe Garcia
- Hi-Standard
- Heroes del Silencio
- Joan Jett
- Pholhas
- Melanie
- The Minutemen
- R.E.M.
- Rod Stewart
- Smokie
- Spin Doctors
- Teenage Fanclub
- The Fray
- The Jeevas
- The Ramones
- The Ventures
- Reginaldo Rossi
- Rise Against
- JuJu Stulbach
- The Low Life
- Justice Friends
- Whiskey Therapy